# Aphrophila monacantha
Aphrophila monacantha is een tweevleugelige uit de familie steltmuggen (Limoniidae). De soort komt voor in het Australaziatisch gebied.